# Vyšné Nemecké
Vyšné Nemecké (deutsch wörtlich „Oberdeutschdorf“, ungarisch Felsőnémeti, ukrainisch Вишнє Німецьке Wyschnje Nimezke) ist eine kleine Gemeinde im äußersten Osten der Slowakei.

## Geographie
Die Gemeinde liegt am Hang des Vihorlat im Ostslowakischen Tiefland, direkt an der Grenze zur Ukraine (Oblast Transkarpatien).
Die ukrainische Stadt Uschhorod liegt 6 km nach Osten, die am nächsten gelegene slowakische Stadt ist Sobrance, 12 km nach Nordwesten.
Zur Gemeinde gehört neben dem Hauptort Vyšné Nemecké auch der Ortsteil Močidlá.

## Geschichte
Der Ort wurde im 13. Jahrhundert durch deutsche Siedler gegründet (siehe Deutsche Ostsiedlung) und wurde zum ersten Mal im Jahr 1262 erwähnt. Auf die deutschen Ansiedler bezieht sich auch der slowakische Ortsname (Nemecké = Deutsch).
Bis 1918 gehörte der im Komitat Ung gelegene Ort zu Österreich-Ungarn und kam danach zur neu entstandenen Tschechoslowakei, bestätigt durch den Vertrag von Trianon (1920). 1939–1945 war er als Folge des Slowakisch-Ungarischen Krieges noch einmal Teil Ungarns.

## Bevölkerung
| Jahr                | 1994 | 2004     | 2014    | 2024    |
| ------------------- | ---- | -------- | ------- | ------- |
| Anzahl der Personen | 211  | 246      | 242     | 238     |
| Unterschied         |      | +16,58 % | −1,62 % | −1,65 % |

| Jahr                | 2023 | 2024    |
| ------------------- | ---- | ------- |
| Anzahl der Personen | 244  | 238     |
| Unterschied         |      | −2,45 % |

## Sehenswürdigkeiten
Im Ort gibt es eine griechisch-katholische Kirche des Hl. Michael aus dem Jahr 1810.

## Verkehr

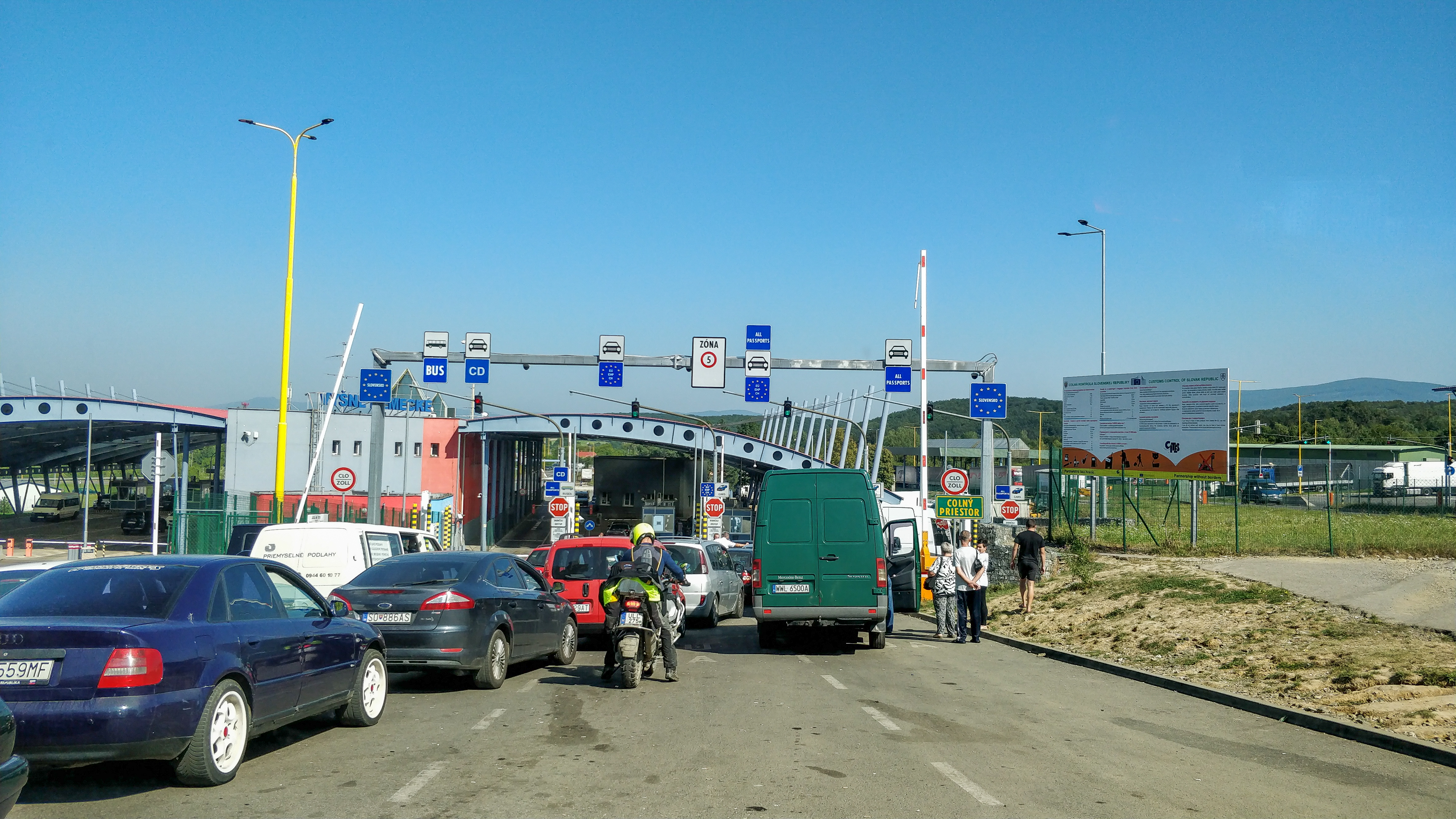
Grenzübergang Vyšné Nemecké-Uschhorod

Die Gemeinde ist bekannt für ihre Lage am größten Grenzübergang zwischen der Slowakei und der Ukraine Vyšné Nemecké–Uschgorod, wo sich die slowakische Staatsstraße 19 und die ukrainische M 08 treffen, die hinter Uschgorod wiederum in die M 06 mündet. Sie sind alle Teil der E 50/E 58. Nach der Schengenerweiterung Ende 2007 liegt dieser Grenzübergang an der EU-Außengrenze. Durch den Russischen Überfall auf die Ukraine 2022 wurde der Grenzübergang zum Fluchtpunkt vieler Ukrainer, auch für solche, die schon nach Polen gekommen waren.